# Alcoy
Alcoy (Alcoi) város Spanyolországban, Alicante tartományban. Lakosainak száma 60 372 fő (2024).

## Fekvése
Alcoy Banyeres de Mariola, Benifallim, Ibi, Jijona, La Torre de les Maçanes, Cocentaina, Onil, Penàguila és Bocairent községekkel határos.

## Népesség
A település lakosságának változását az alábbi diagram mutatja:

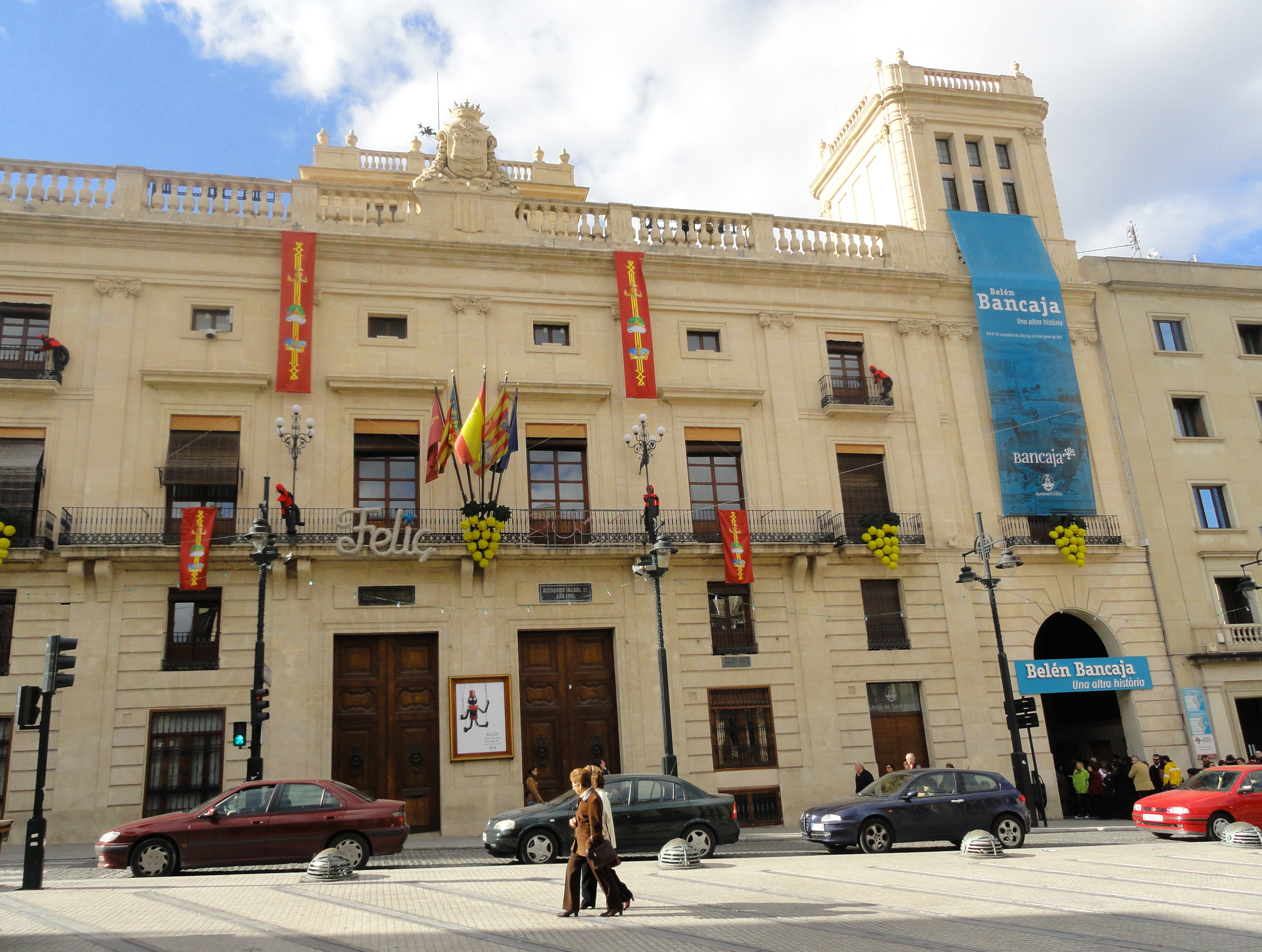
A városháza

| Lakosok száma | 60 288 | 60 532 | 60 590 | 61 552 | 61 093 | 59 675 | 59 198 | 58 994 | 59 128 | 60 372 |
|               | 2001   | 2004   | 2006   | 2009   | 2011   | 2014   | 2016   | 2019   | 2021   | 2024   |